# 김치찌개

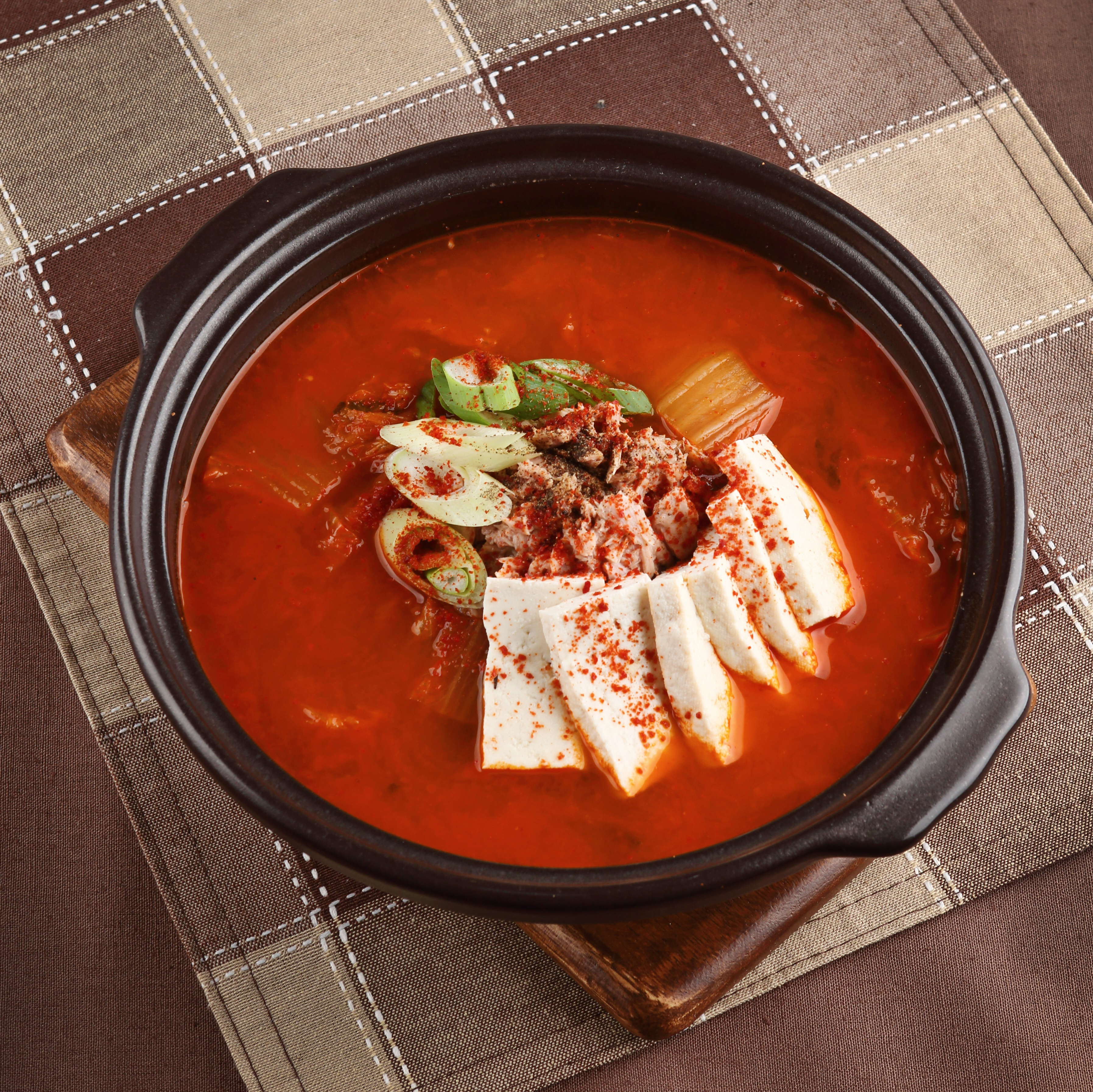
김치찌개

김치찌개는 대표적인 한국 요리 중 하나로, 김치를 넣고 얼큰하게 끓인 찌개이다. 된장찌개·순두부찌개와 함께 가장 널리 알려진 찌개 요리이다.

## 역사
김치찌개는 고추, 배추, 양배추, 소금, 고추가루를 이용하여 만든 김치가 등장했을 시기에 존재한 것으로 보고 있다. 김치가 너무 시어지고 염분도가 높아 생식이 어려워져, 또는 양을 늘리기 위해 물에 넣어 끓여먹던 방식에서 출발한 것으로 여겨진다. 궁중요리에도 소개되었으며 궁중에서는 ‘김치조치’라고 불렀다고 한다.

## 재료
재료가 간단하고 만들기 쉽기 때문에 한국의 가정에서 흔히 볼 수 있다. 김치찌개에는 배추김치와 채소, 두부, 육류, 어패류 등이 들어가는데, 보통 육류와 해산물은 동시에 들어가지 않는다. 육류는 주로 돼지고기를 넣고, 쇠고기는 쉽게 질겨서 일반적으론 잘 사용하지 않는다. 해산물은 주로 참치를 넣으며, 간혹 고등어나 꽁치를 쓰기도 한다. 다른 한국 요리처럼 반찬과 밥이 함께 나오는 경우가 많다. 김치찌개를 끓이다가 고춧가루를 첨가하면 맛과 색감이 좋아진다고 한다.
김치찌개에는 어느 정도 발효가 되어 신맛이 나는 김치를 사용하는데, 담근 지 얼마 안 된 김치를 사용하면 특유의 맛이 나지 않기 때문이다. 신 김치는 바로 사용하기도 하지만, 기름에 볶아서 사용하면 깊은 맛을 낼 수 있다. 볶는 기름은 참기름이나 들기름이 주로 사용된다. 돼지고기와 곁들일 경우 라드(혹은 돼지 비계)를 이용해서 볶아도 구수한 맛이 나온다.
고기나 해산물을 곁들일 때 잡내를 없애기 위해 된장을 약간 풀어 넣을 수도 있다. 된장 대신 청주나 소주 등의 술을 넣어도 같은 효과가 나며, 조리 중간에 넣은 마늘과 양파로도 약간의 잡내를 잡을 수도 있다. 또는 매우 신 김치를 이용하면 이들 재료를 추가하지 않아도 잡내를 없앨 수 있다. 끓일 때 신맛이 강할 경우 고추장 또는 설탕과 소금을 넣어서 감칠맛을 더하기도 한다.

## 건강
영양적으로는 김치 외에 다른 재료를 넣어 영양소를 보충할 수 있으나, 김치는 높은 온도로 끓일 경우 유산균이 파괴되므로 영양적 면이 떨어지게 된다. 그리고 김치와 다른 부가재료 때문에 나트륨 함량도 매우 높으며, 볶을 때 사용되는 기름 때문에 지방 함량도 높은 편이다.따라서 칼로리도 높은 편이다.

## 종류
참치, 꽁치, 돼지고기, 스팸, 소시지, 갈치, 묵은지, 두부, 차돌박이, 베이컨, 연어, 등갈비 등을 넣어 만들 수도 있다.

## 같이 보기
- 된장찌개
- 순두부찌개
- 부대찌개